# Allosaurus
Az Allosaurus (jelentése 'különös gyík', az ógörög αλλος / allosz 'furcsa', 'eltérő' és σαυρος / szaürosz 'gyík' szavak összetételéből) a nagy theropoda dinoszauruszok egy neme. Fajai főként a jura időszakban, mintegy 155-150 millió évvel ezelőtt éltek a mai Észak-Amerikában. Az első, egyértelműen ehhez a nemhez tartozó maradványokat Othniel Charles Marsh írta le 1877-ben. Mivel ez az első jól ismert theropoda dinoszaurusz, nem csak az őslénykutatók figyeltek fel rá, több játék- illetve dokumentumfilm is foglalkozott vele.
Az Allosaurus két lábon járó húsevő volt, nagy koponyájában tucatnyi éles foggal. Testhossza körülbelül 8,5 méter lehetett, de a töredékek alapján elképzelhető, hogy akadtak 12 méteres példányok is. Hátsó lábai aránylag nagyok és erőteljesek; mellső lábain három ujj nőtt. Testét a hosszú és nehéz farok tartotta egyensúlyban. Allosauridaként, a Carnosauria theropodák egy csoportjaként osztályozták. A nem taxonómiája bonyolult: legismertebb faja az A. fragilis, de számos tisztázatlan érvényű fajt is ide sorolnak. Maradványainak többsége az észak-amerikai Morrison-formációból került elő, de ismertek portugál és feltételesen ide sorolt tanzániai leletek is. A 20. század közepéig Antrodemus néven ismerték, de a Cleveland-Lloyd dinoszaurusz-lelőhelyről (Cleveland-Lloyd Dinosaur Quarry) előkerült bőséges maradványok hatására megkapta az Allosaurus nevet, és az egyik legismertebb dinoszaurusszá vált.
A Morrison-formáció egyik jelentős nagy méretű ragadozójaként a tápláléklánc csúcsán helyezkedhetett el, és elképzelhető, hogy a korabeli nagy növényevőkre vadászott, de talán más húsevőkre (például a Ceratosaurusra) is. Potenciális zsákmányai közé tartoztak az ornithopodák, a stegosauridák és a sauropodák. Bár gyakran úgy gondolják, hogy a sauropodákra csoportosan vadászott, kevés bizonyíték áll rendelkezésre az együttműködő szociális viselkedésére vonatkozóan, és az is elképzelhető, hogy az egyes példányok inkább agresszíven viselkedtek egymással, így az egy csoportban összegyűlt maradványok talán egy zsákmányból közösen táplálkozó magányos egyedek lehettek. Feltételezhető, hogy lesből csaptak le az áldozataikra, szekerceként használva a felső állcsontjukat.

## Anatómia

Az Allosaurus és az ember méretének összehasonlítása

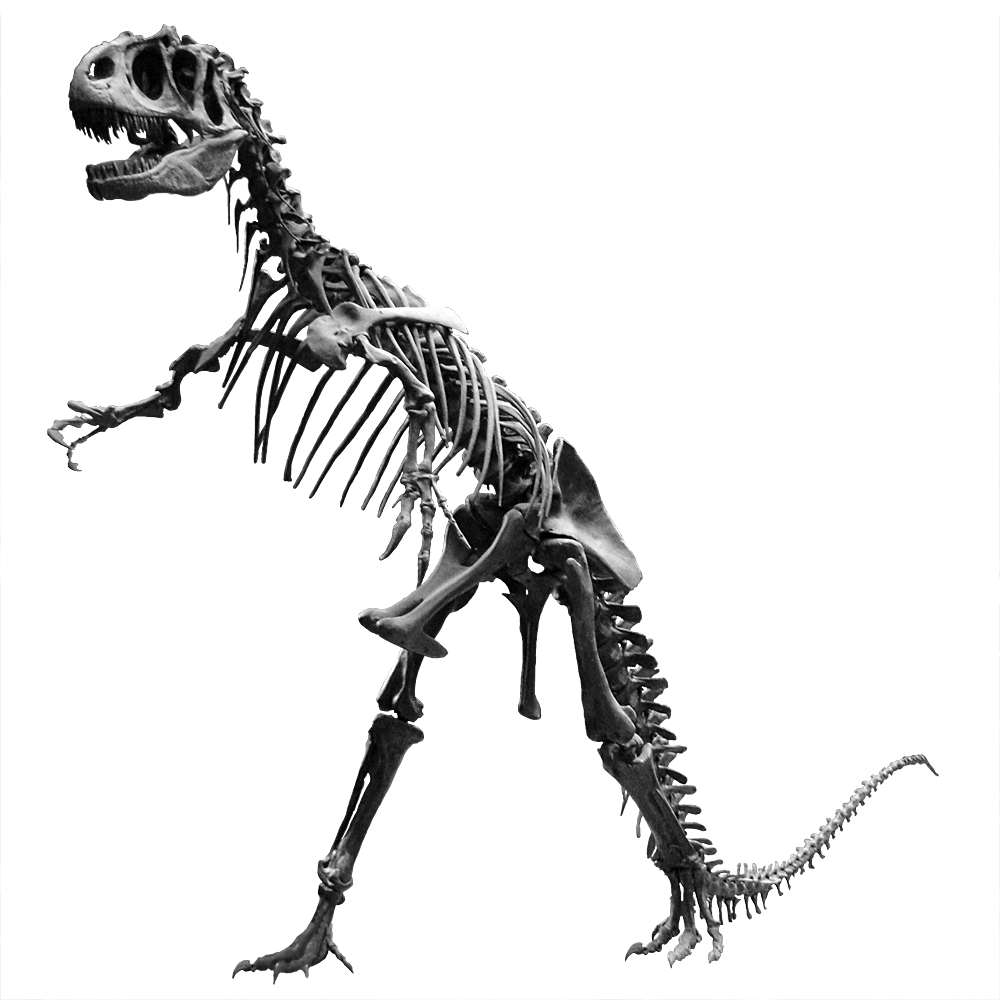
Az Allosaurus csontváza

Az Allosaurus egy szokványos nagyméretű theropoda, rövid nyakon ülő masszív koponyával, hosszú farokkal és kisméretű mellső lábakkal rendelkezett. Legismertebb faja, az Allosaurus fragilis átlagos hossza 8,5 méter, a legnagyobb példányának (az Amerikai Természetrajzi Múzeum AMNH 680-as jelzésű leletének) becsült hosszúsága 9,7 méter, a tömege pedig mintegy 2,3 tonna lehetett. 1976-ban James Madsen az Allosaurusról készült írásában a csontok mérete alapján a maximális hosszúságot 12–13 méterre becsülte. Ahogy a dinoszauruszoknál általában, a tömegbecslés viták tárgyát képezi, és 1980 óta a felnőtt egyedekre vonatkozóan 1500 kilogrammtól 1000–4000 kilogrammon át 1010 kilogrammig többféle átlagos tömeget valószínűsítettek. A Morrison-formáció szakértője, John Foster kijelentette, hogy az 1000 kilogramm megfelel egy nagyméretű, felnőtt A. fragilisnek, míg a 700 kilogramm közelítő becslés az általa mért átlagos combcsontú egyedek számára.
Több óriási példányt is Allosaurusnak véltek, de elképzelhető, hogy más nemhez tartoztak. A közeli rokonságába tartozó Saurophaganax (a Sam Noble Oklahomai Természetrajzi Múzeum OMNH 1708-as lelete) elérhette a 10,9 méteres testhosszt, és egyes példányait időnként Allosaurus maximusként sorolták be, de az újabb keletű vizsgálatok szerint más nemhez tartoznak. Egy másik feltételezett Allosaurus példányt (az AMNH 5767 jelzésűt), amit egyszer az Epanterias nemhez soroltak be, 12,1 méter hosszúságúra becsültek. Az egyik legújabb felfedezés egy Peterson-lelőhelyről, a Morrison-formáció Új-Mexikó állambeli részéről származó hiányos csontváz; ez a nagy méretű allosaurida feltehetően egy újabb Saurophaganax példány.

### Koponya

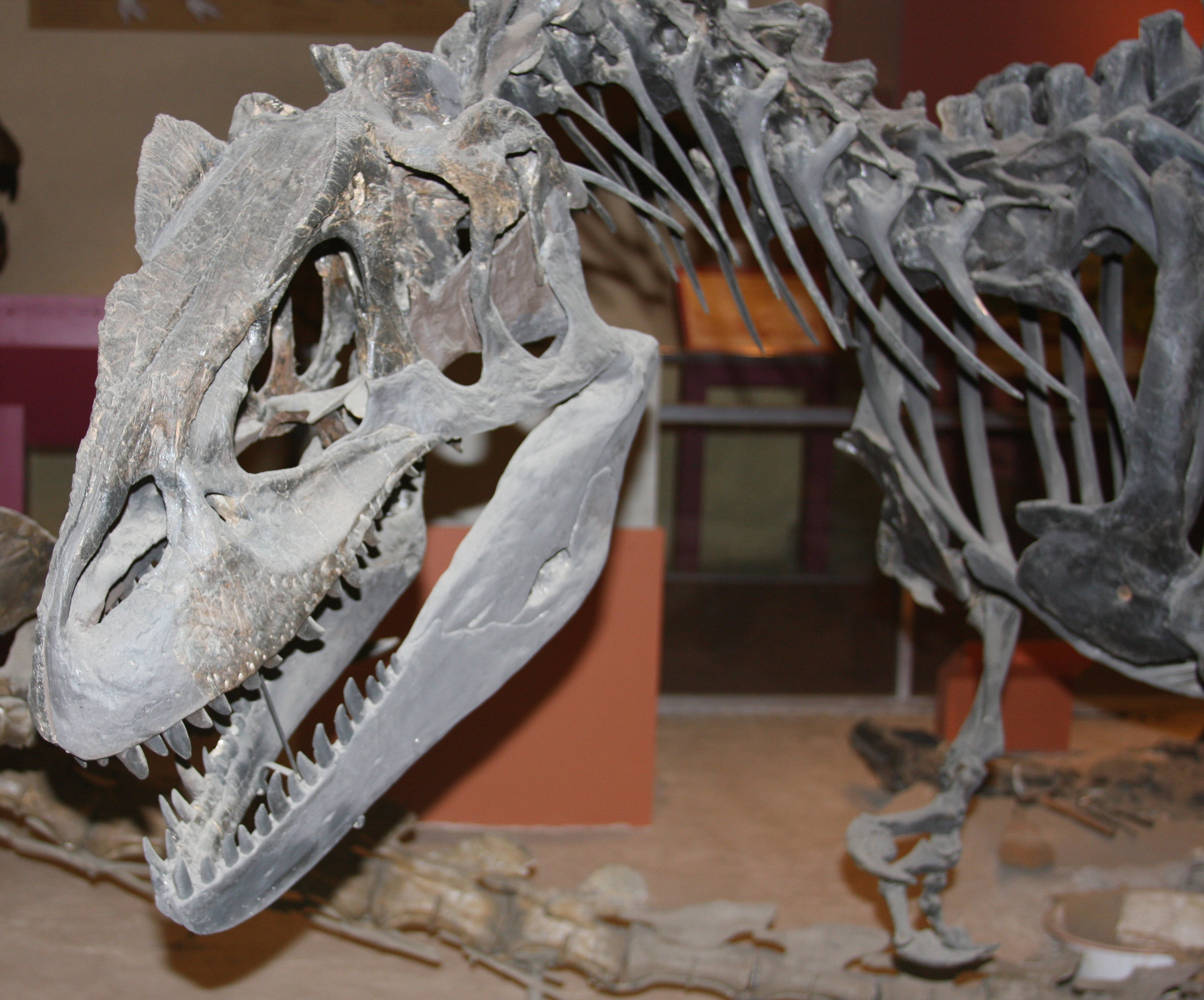
A National Museum of Natural Historyban kiállított (USNM4734 jelzésű) Allosaurus koponyája

Az Allosaurus koponyája és fogazata mérsékelten arányul a theropoda méreteihez. Gregory S. Paul őslénykutató egy 845 milliméter hosszú koponyához 7,9 méteres testhosszt valószínűsített. Az egyes premaxillák (a pofa elejét alkotó csontok), öt darab D keresztmetszetű fogat tartanak, a maxillákban (a felső állcsont fő fogtartó csontjaiban) pedig 14–17 fog helyezkedik el; a fogak száma nem függ össze pontosan a csont méretével. Az alsó állkapocs fogmederként szolgáló (dentális) csontjai 14–17, átlagosan 16 fogat tartanak. A fogak rövidebbek, keskenyebbek és nagyobb ívben hajlanak hátra a koponya hátsó része közelében. Az összes fog fűrészszerű éllel rendelkezik. Könnyen kihullottak, de folyamatosan pótlódtak, a fosszíliákban gyakran megtalálhatók.

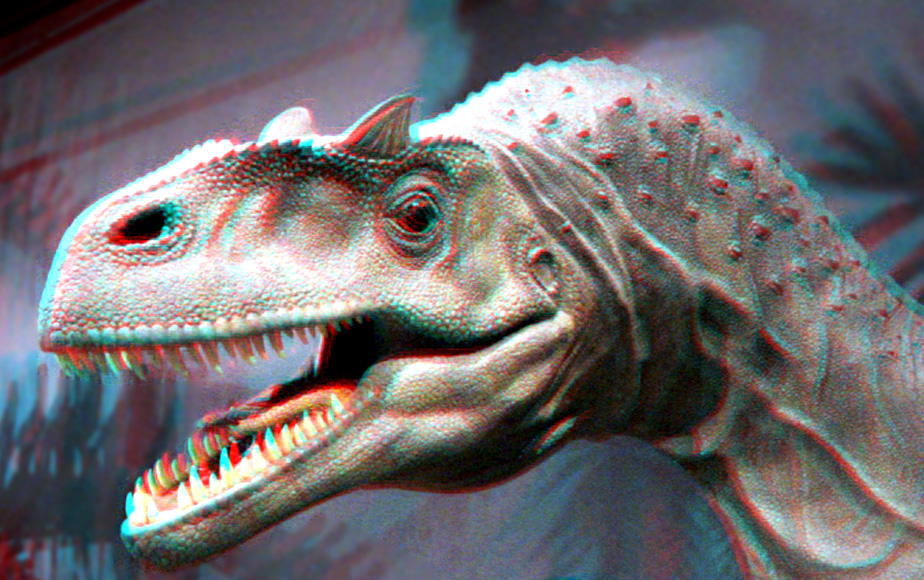
Az Allosaurus fejének rekonstrukciója, a jellegzetes, szem felett elhelyezkedő csontképződménnyel

A koponya legjellegzetesebb részei a szemek felett lévő csontképződmények. Ezek a szarvak, melyek a könnycsont kiterjedései, különböző alakúak és méretűek. Az orrcsontok felső éleitől dupla redők futnak a szarvakig. A szarvak, melyeket valószínűleg keratin burkolat fedett, talán többféle célt is szolgáltak, például védték a szemet a napfénytől, pózolásnál vagy a fajtársakkal vívott harcokban lehetett szerepük (habár törékenyek voltak). A koponyatető hátsó részén egy, a tyrannosauridáknál is megtalálható redő helyezkedik el, ami izomtapadási pontként szolgált.
A könnycsontok belsejében levő benyomódásokban talán mirigyek (például sómirigyek) lehettek. A maxillákban üregek voltak, valamivel fejlettebbek azoknál, amik a bazális theropodáknál, például a Ceratosaurusnál és a Marshosaurusnál ismertek; és feltehetően a szaglásban volt szerepük, talán a vomeronazális szervhez (Jacobson-szerv) hasonlót tartalmaztak. A agyat fedő koponyatető vékony volt, feltehetően az agy hőszabályzásának javítására. A koponya és az állkapocscsont ízületei lehetővé tették ezen részek elmozdulását. Az állkapocs első és hátsó fele lazán illeszkedett, miáltal ez a testrész kifelé tudott hajolni, így az állat nagyobbra tudta nyitni a száját. A koponyatető és a homlokrész talán szintén ízülettel volt ellátva.

### A csontváz egyéb részei

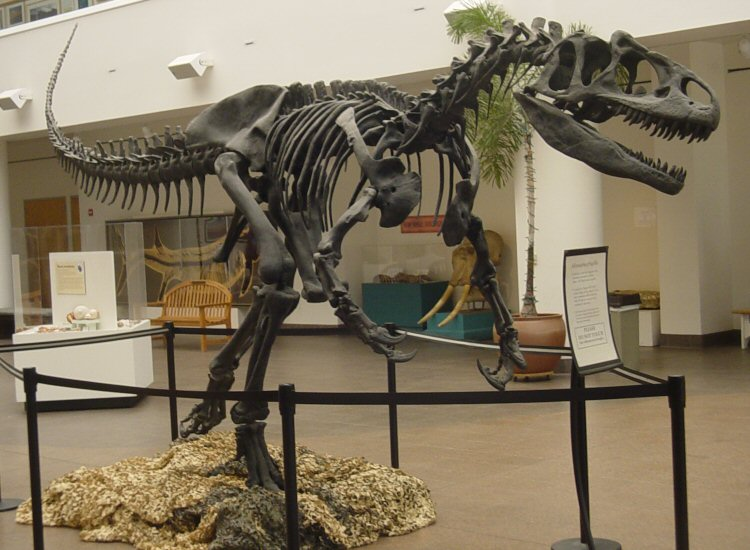
Az Allosaurus fragilis csontváza a San Diegó-i Természetrajzi Múzeum (San Diego Natural History Museum) előcsarnokában

Az Allosaurus 9 nyak-, 25 hát-, és 5 keresztcsonti (medence) csigolyája volt (a nyak és a hát kezdetét illetően több eltérő álláspont is létezik, például Gregory S. Paul szerint a nyak 10, a hát pedig 13 csigolyából áll). A farokcsigolyák száma ismeretlen, illetve egyedenként eltérő; James Madsen 50-re becsüli a számukat, míg Gregory S. Paul szerint a farok mindössze 45 vagy kevesebb csigolyából állt. A nyaki és elülső hátcsigolyákban üreges részek voltak. Hasonló képződmények találhatók a modern theropodákban (és a madarakban is), melyekről azt gondolják, hogy a légzőrendszer részét képező légzsákokat tartalmaztak. A bordák terjedelmesek voltak, különösen az olyan kevésbé fejlett theropodákhoz viszonyítva, mint a Ceratosaurus, és hordó alakú mellkast képeztek. Az Allosaurus rendelkezett hasi bordákkal (gastralia) is, de ezek ritkán kerülnek elő, és talán a többinél kevésbé lehettek csontosak. Egy publikált esetnél a hasi bordák az állat élete során bekövetkezett sérülés jelét mutatták. A villacsont szintén a váz részét képezte, de csak 1996-ban ismerték fel; egyes esetekben ugyanis a villacsontot összetévesztették a hasi bordákkal. A csípőcsont, a csípő fő része erőteljes, a szeméremcsonton pedig egy kiemelkedő alsó rész helyezkedett el, ami egyfelől izomtapadási pontként szolgálhatott, másfelől pedig megtámaszthatta a testet a földön, nyugvó helyzetben. Madsen feljegyezte, hogy a Cleveland-Lloyd dinoszaurusz-lelőhelyről előkerült példányok mintegy felénél, a mérettől függetlenül előfordul, hogy a szeméremcsontok nem nőttek össze egymással az alsó résznél. Véleménye szerint ez a nemi kétalakúság (ivari dimorfizmus) jele, és a nőstényeknél az összeforratlan csontok a tojások kijutását segítik. Elképzelése azonban nem váltott ki tudományos érdeklődést.

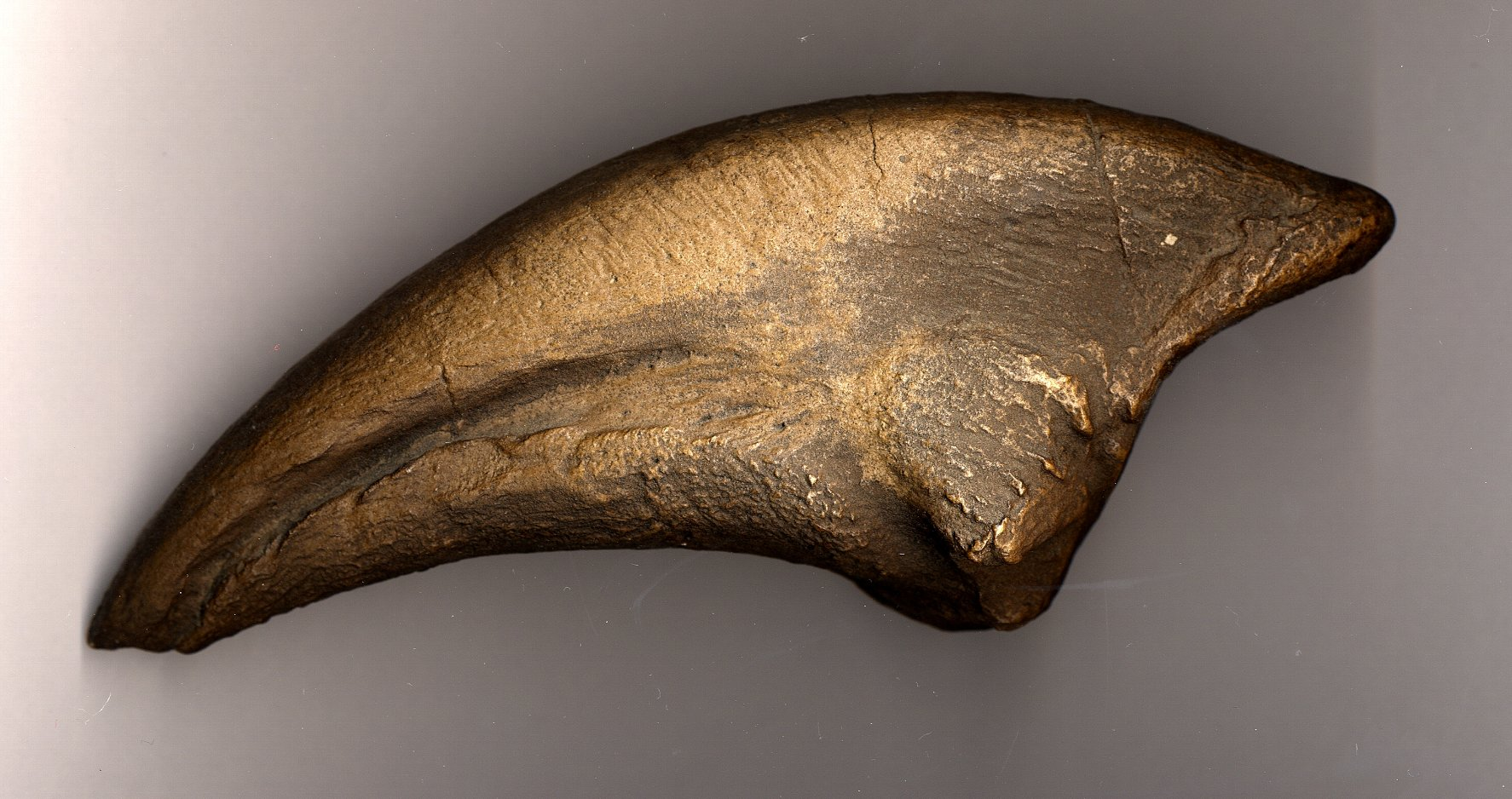
Az Allosaurus fragilis karma

A mellső lábak jóval rövidebbek voltak a hátsóknál (a felnőtteknél csak a hátsó láb hosszának 35%-át érik el), a rajtuk levő három ujj nagy, erősen görbült és hegyes karmokkal volt ellátva, melyek hossza elérte a 15 centimétert is. A mellső lábak erőteljesek voltak, és az alkar valamivel rövidebb volt a felkarnál (a felkarcsont/singcsont aránya 1:1,2). A csukló egy félholdas kéztőcsonttal rendelkezett, ami más fejlettebb theropodáknál, például a maniraptoráknál is megtalálható. A három ujj közül a legbelső (a hüvelykujj) volt a legnagyobb, és eltért a többitől, az állat befelé tudta fordítani. A hátsó lábak nem voltak olyan hosszúak vagy sebes mozgáshoz alkalmazkodottak, mint a tyrannosauridák esetében, a karmaik pedig a korábbi theropodákéhoz hasonlítva kevésbé fejlettek, inkább pataszerűnek tűnnek. Minden lábon három, nagy teherbírású karom volt és egy belső fűkarom, ami Madsen szerint a fiókák megragadására szolgált. Az ötödik (legszélső) lábközépcsonthoz egy szárkapocscsontszerű maradvány tartozott, ami talán emelőként szolgált az achilles-ín és a lábfej között. Madsen 1976-ban ezeket a csontokat a belső lábközépcsont lehetséges felső részeiként azonosította.

## Osztályozás

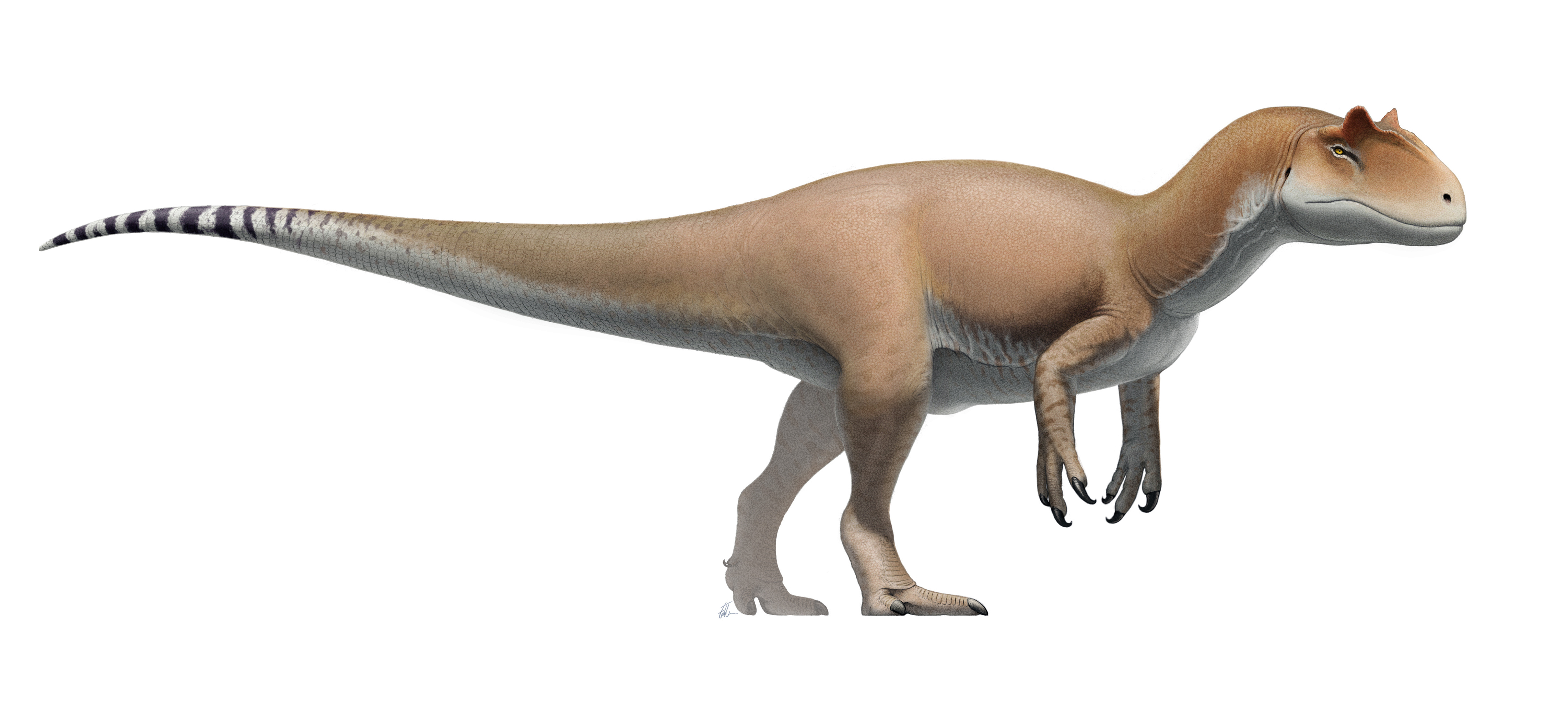
Az Allosaurus fragilis rekonstrukciója

Az Allosaurus egy allosaurida volt, a nagy theropodák családjába tartozó Carnosauria csoport tagja. Az Allosauridae családot 1878-ban Othniel Charles Marsh hozta létre a nem számára, de az az 1970-es évekig feledésbe merült, mert a kutatók inkább a szemétkosár-taxonként használt Megalosauridae-t részesítették előnyben. Ekkortájt hagytak fel az Allosaurus Antrodemusként való megnevezésével is, de a régi név továbbra is fontos lehet azok számára, akik James Madsen 1976-os művénél korábbi publikációkban keresnek információkat az Allosaurusra vonatkozóan. A Megalosauridae családra hivatkozó hosszabb írások között Charles Gilmore (1920), Friedrich von Huene (1926), Alfred Sherwood Romer (1956, 1966), R. Steel (1970) és Alick Walker (1964) munkája is megtalálható.
Madsen művének hatására az Allosauridae elfogadott családdá vált, a definíciója azonban nem volt megfelelő. A félig szakmai jellegű munkák a családot különböző nagy testű theropodákhoz társították, főként azokhoz, amelyek nagyobbak és ismertebbek voltak a megalosauridáknál. Az Allosaurus rokonának tekintett theropodák között megtalálható az Indosaurus, a Piatnitzkysaurus, a Piveteausaurus, a Yangchuanosaurus, az Acrocanthosaurus, a Chilantaisaurus, a Compsosuchus, a Stokesosaurus és a Szechuanosaurus is. A theropodák sokféleségével kapcsolatos modern ismeretek és az evolúciós kapcsolatok kladisztikus vizsgálatainak hatására ezeket a theropodákat már nem tekintik allosauridának, néhányuk azonban, például az Acrocanthosaurus és a Yangchuanosaurus a rokon családok tagjai.
Az Allosauridae egyike a három Carnosauria családnak; a másik kettő a Carcharodontosauridae és a Sinraptoridae. Az Allosauridae-t időnként a Tyrannosauridae ősének tekintették (miáltal parafiletikus csoporttá vált), erre az egyik legújabb példa Gregory S. Paul Predatory Dinosaurs of the World (A világ ragadozó dinoszauruszai) című műve, ám ezt a nézetet elvetették, amikor a tyrannosauridákat a Coelurosauria csoportba, a theropodák egy külön ágaként sorolták be. Az Allosauridae a legkisebb carnosaurida család, az Allosaurus mellett csak a Saurophaganax és egy névtelen, francia allosauroidea tartozik az elfogadott nemei közé. Lehetséges, hogy az Epanterias is ide sorolható, de az sem kizárt, hogy a Saurophaganax mellett ez a nem is csak az Allosaurus egy nagy méretű példánya. A legújabb ismertetők megtartják a Saurophaganax nemet, az Epanteriast pedig az Allosaurus szinonimájának tekintik.

## Felfedezések

### Korai felfedezések és kutatások
Az Allosaurus felfedezése és korai vizsgálatai nehezen áttekinthetőek, mivel az 1800-as években lezajlott „csontháború” idején sokféle elnevezést használtak. Az első fosszíliáról készült leírás 1869-ből, Ferdinand Vandiveer Haydentől származik, aki másodkézből jutott egy csonthoz, ami feltehetően a Middle Parkból, a Morrison-formáció területéről, Granby közeléből származott. A helybéliek a hasonló csontokat „megkövült ló pataként” azonosították. Hayden elküldte a leletet Joseph Leidynek, aki megállapította, hogy egy farokcsigolya fele, és átmenetileg az európai Poekilopleuron nem Poicilopleuron [sic] valens nevű fajaként sorolta be. Később úgy döntött, hogy saját nemet alkot a számára, az Antrodemust.
Az Allosaurus holotípusa, az YPM 1930 egy töredékes csontokból álló gyűjtemény, ami tartalmaz három csigolyát, egy borda-maradványt, egy fogat, egy lábcsontot és a jobb felkarcsont szárát, ami a legtöbb vita alapjául szolgál. Othniel Charles Marsh 1877-ben az Allosaurus fragilis nevet adta a leletnek. Az Allosaurus név az órörög αλλος / allosz ('furcsa', 'eltérő') és σαυρος / szaürosz ('gyík') szavak összetételéből származik. Azért nevezték el „különös gyíknak”, mert a gerince eltért azokétól a dinoszauruszokétól, amiket a felfedezése idején ismertek. A faj jelzője, a fragilis (a latin szó jelentése: törékeny), a könnyített csigolyákra utal. A kövületeket a Colorado állambeli Cańon Citytől északra, a Garden Park területén, a Morrison-formációban találták meg. Marsh és vetélytársa, Edward Drinker Cope számos különböző nemet azonosított a későbbiekben az Allosaurusénak tulajdonított szórványos anyagokhoz való hasonlóság alapján. Ezek között volt a Marsh által felfedezett Creosaurus és a Labrosaurus, valamint a Cope által elnevezett Epanterias.

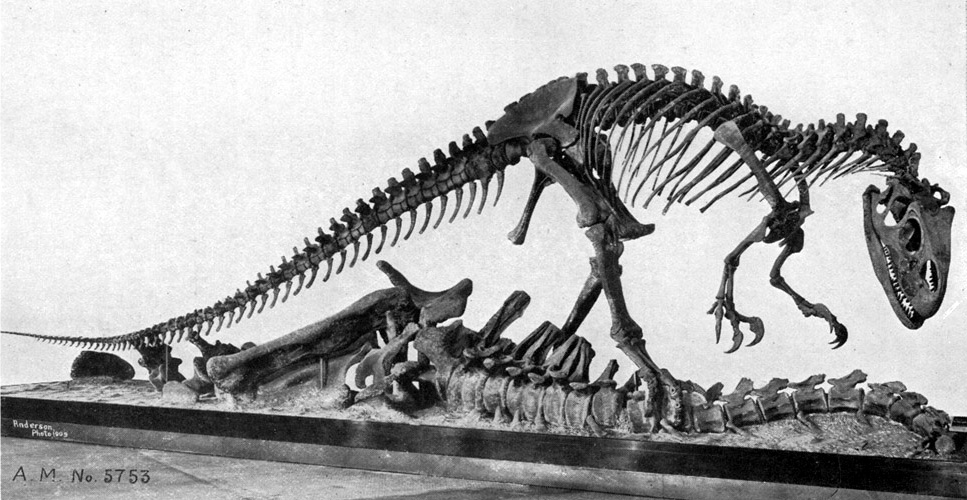
Az AMNH 5753-as lelet, ami dögevőként egy Apatosaurus maradványaiból táplálkozik

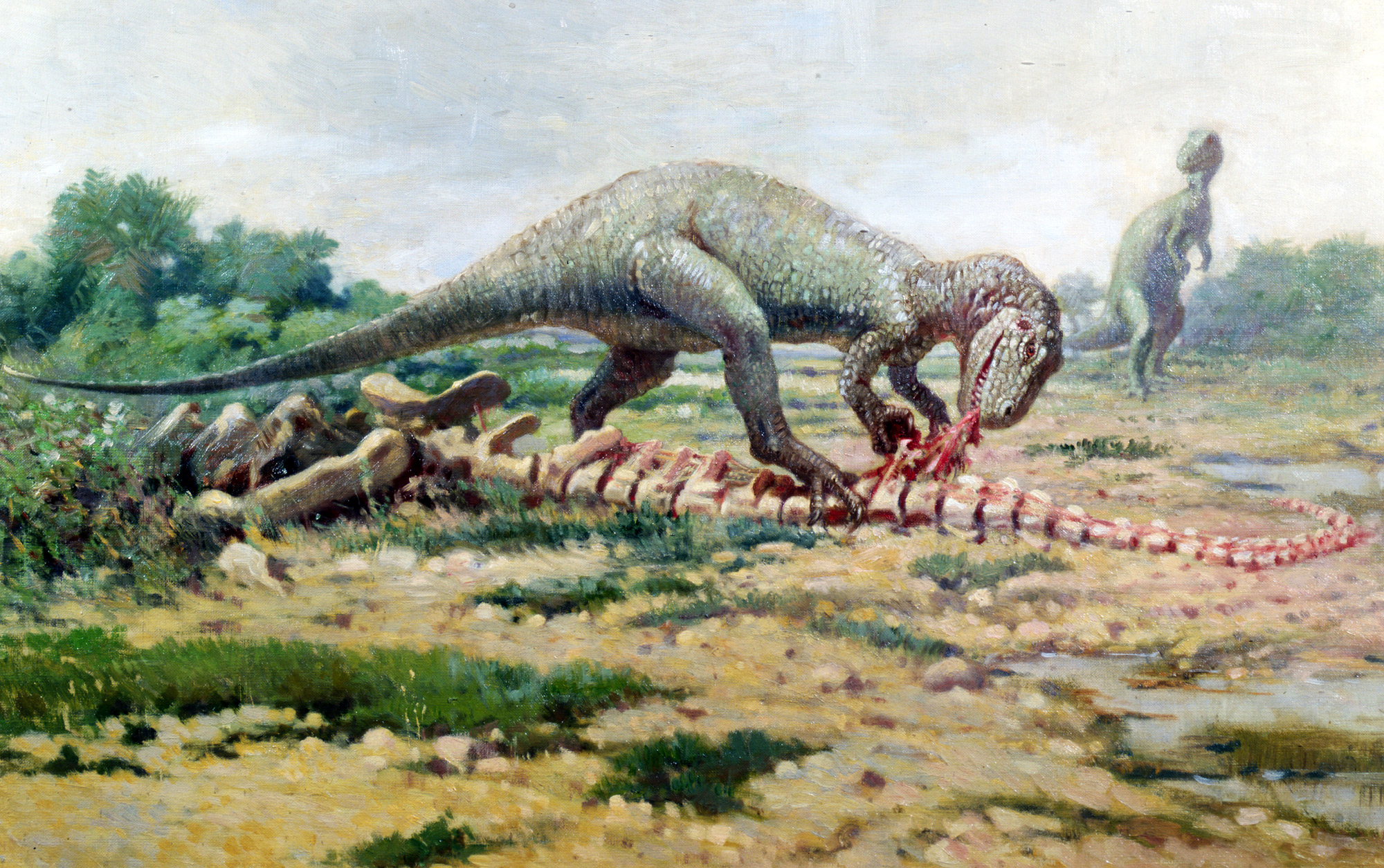
Az AMNH 5753 Charles R. Knight rekonstrukcióján

Sietségükben Cope és Marsh nem mindig ellenőrizték a felfedezéseiket (vagy általában inkább az alárendeltjeikre bízták ezt a feladatot). Például Benjamin Franklin Mudge-ot, az Allosaurus típusfajának coloradoi felfedezőjét Marsh egy wyomingi feladatra jelölte ki 1883-ban, amikor folytatódott a munka a Garden Parkban, ahol M. P. Felch talált egy majdnem teljes Allosaurust és több részleges csontvázat. Továbbá Cope egyik begyűjtője, H. F. Hubbell 1879-ben a wyomingi Como Bluff területén talált egy példányt, de mivel nem számolt be a teljességéről, Cope sosem csomagolta ki. Csak 1903-ban vizsgálták meg (évekkel Cope halála után), és kiderült, hogy az egyik addig ismert legteljesebb theropoda példány. 1908-ban AMNH 5753-as jelzéssel katalogizálták, és bemutatták a nyilvánosság előtt. Később Charles R. Knight illusztrációt készített róla, amelyen a jól ismert helyzetben, egy részleges Apatosaurus fölé tornyosulva áll, látszólag dögevőként táplálkozva. Habár az első szabadon felállított theropoda dinoszauruszként vált ismertté, melyet gyakran használnak illusztrációként és fényképeznek, mégsem készült róla tudományos leírás.

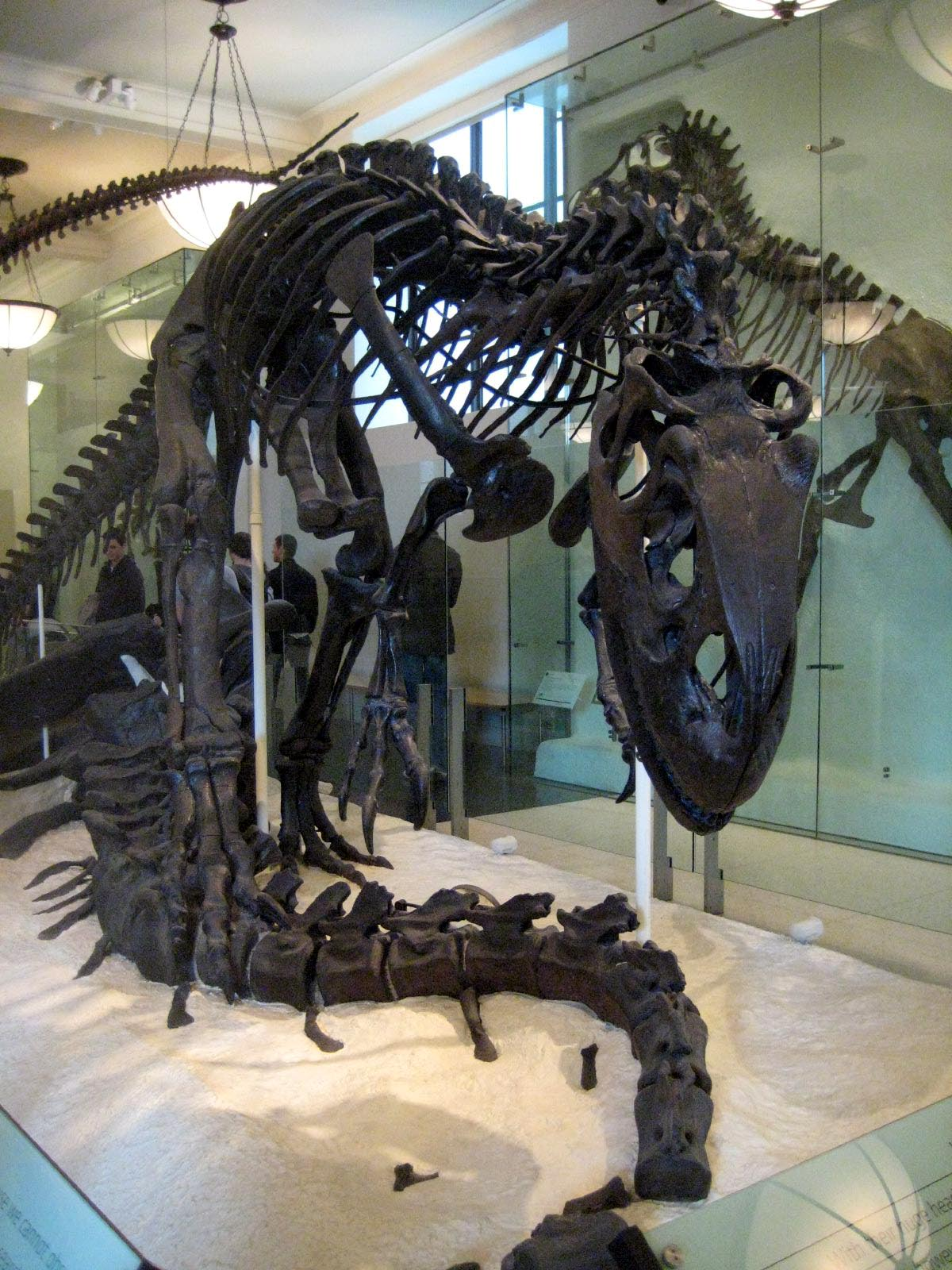
Egy újabb keletű kép az AMNH 5753-as jelzésű Allosaurusról

A korai nevek sokfélesége megnehezítette a későbbi kutatásokat, ahogy az is, hogy Mash és Cope mindössze rövid leírásokat készített. Ekkoriban Samuel Wendell Williston és más kutatók felvetették, hogy túl sok név van használatban. Például 1901-ben Williston rámutatott, hogy Marsh sosem volt képes megfelelő módon különbséget tenni az Allosaurus és a Creosaurus között. 1920-ban Charles W. Gilmore volt a legbefolyásosabb azok közül, akik megpróbálták rendezni a kaotikus helyzetet. Arra a következtetésre jutott, hogy a farokcsigolya, amit Leidy az Antrodemushoz társított, megkülönböztethetetlen az Allosaurusétól, így az Antrodemusnak kell elfogadott névvé válnia, mivel régebbiként elsőbbséget élvez. Ezután ötven évre az Antrodemus lett a nem elfogadott neve, míg végül James Madsen publikálta a Cleveland-Lloyd példányokat, és úgy döntött, hogy az Allosaurus nevet fogja használni, mivel az Antrodemus gyenge tárgyi bizonyítékokon, diagnosztikus jellemzőkön és lelőhely információn alapul, már amennyire vannak ilyenek (nem ismert ugyanis, hogy az Antrodemus egyetlen csontja melyik formációból származik). Az „Antrodemus” elnevezést nem hivatalosan arra használják, hogy különbséget tegyenek a Gilmore által rekonstruált és a Madsen által összeállított és rekonstruált koponya között.

### A Cleveland-Lloyd lelőhely
A szórványos munkákból már 1927-ben ismertté vált a Utah állambeli Emery Countyban levő Cleveland-Lloyd dinoszaurusz-lelőhely, de fosszília lelőhelyként William J. Stokes írt róla elsőként 1945-ben, nagyobb munkálatok pedig nem folytak a területen az 1960-as évek előtt. 1960 és 1965 között, közel 40 intézmény összefogása révén több ezer csontot tártak fel. A lelőhely nevezetes a jelentős mennyiségű Allosaurus maradványról, az ott található egyedek jó állapotáról, és arról, hogy nincs részletes tudományos magyarázat arra, hogyan jött létre. A csontok többsége a nagy testű theropodához, az Allosaurus fragilishez tartozik (a becslések alapján az ott talált minimum 73 dinoszauruszból mintegy 46 A fragilis). A fosszíliák széttagolódva és összekeveredve helyezkednek el. Közel egy tucatnyi tudományos cikket jelentettek meg a lelőhely tafonómiájáról, melyek számos egymásnak ellentmondó magyarázatot tartalmaznak a hely kialakulására vonatkozóan. Az elképzelések között például szerepel az, hogy az állatok mocsárba vagy mély sárba ragadva pusztultak el, hogy az aszály idején egy vízzel teli mélyedésbe fulladtak bele, illetve hogy egy tavaszi áradás végzett velük egy tó közelében vagy egy ártéri területen. Eltekintve a magyarázatoktól, a nagy számú, jól megőrződött Allosaurus maradvány lehetővé tette a nem részletes megismerését, miáltal bekerült a legjobban ismert theropodák közé. A lelőhely csontmaradványai különféle korú és méretű egyedekhez tartoznak, melyek hossza 1 métertől 12 méterig változik, és a széttagoltságuk előnyt jelent a rendszerint csak összeforrva megtalálható csontok leírásánál.

### Újabb felfedezések: 1980-tól napjainkig
Azt az időszakot, amely Madsen művének megjelenése óta eltelt, kiterjedt kutatások fémjelezték az Allosaurus életével kapcsolatos (ősbiológiai és ősökológiai) témaköröket illetően. A vizsgált témák között szerepel a csontok különbözősége, a növekedés, a koponya szerkezete, a vadászati módszerek, az agy működése és az esetleges társas életmód, illetve a szülői gondoskodás. A régi kutatási anyagok újraelemzése (főként a nagy példányokra vonatkozóan), az új portugáliai felfedezések és a különböző majdnem teljes új példányok tovább bővítették a tudományos ismereteket. Gerard Gierliński lengyel őslénykutató a 2000-es évek elején egy sor Bałtówban talált megkövesedett lábnyomot az Allosaurusénak tulajdonított.

#### „Nagy Al”

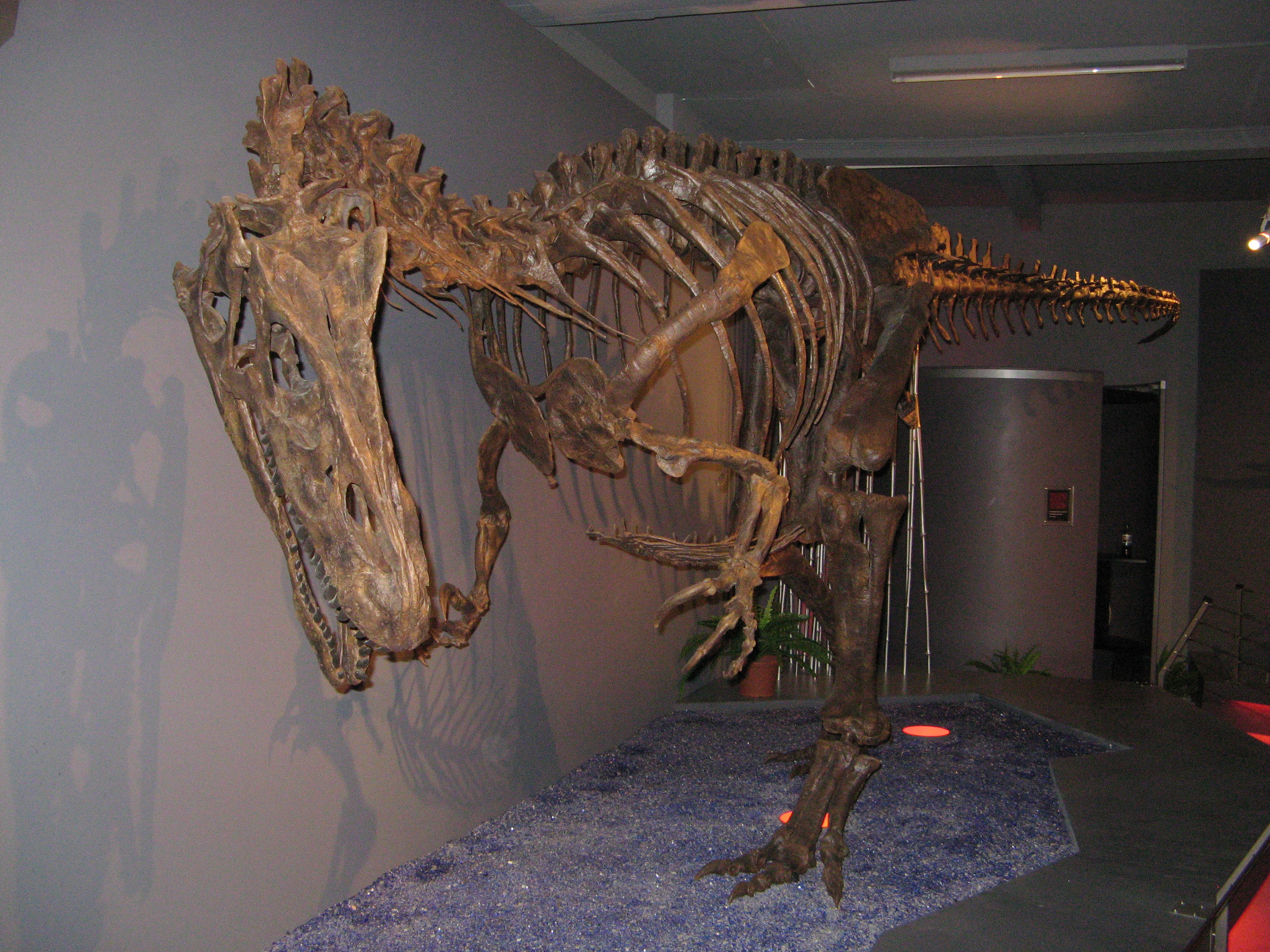
"Nagy Al 2" csontváza Svájcban

Az egyik legjelentősebb Allosarurus lelet (A Museum of the Rockies MOR 693-as jelzésű példánya), az 1991-ben felfedezett „Nagy Al” néven ismertté vált, 95%-ban teljes, részben tagolt csontváz, ami 8 méter hosszú. A wyomingi Shell közelében bukkant rá egy svájci kutatócsoport, melyet Kirby Siber vezetett, a feltárást pedig a Museum of the Rockies és a Wyomingi Egyetem Geológiai Múzeuma (University of Wyoming Geological Museum) tudósai együtt végezték el. A svájci csoport később kiásott egy újabb Allosaurust, amely az eddigi legjobb állapotban megőrződött fosszília, és a „Nagy Al 2” nevet kapta. A „Nagy Al” név a lelet teljességét, jó állapotát és tudományos fontosságát jelzi; maga a példány egy közepesnél kisebb méretű, nagyjából 87%-ban kifejlett állat volt. A fosszíliáról Brent H. Breithaupt készített leírást 1996-ban. Csontjai közül 19 eltört, illetve betegség jeleit mutatja, ami valószínűleg közrejátszott az állat pusztulásában. A beteg csontok közé öt borda, öt csigolya és négy lábcsont tartozik; egy részükön a csont fertőzése, csontvelőgyulladás nyoma látható. A legnagyobb problémát az élő állat számára az a fertőzés és trauma jelenthette, ami a jobb lábát érintette, és valószínűleg kihathatott a mozgására, illetve a járása megváltozása révén talán fogékonyabbá tehette egyéb lábsérülésekre is.

## Fajok és taxonómia

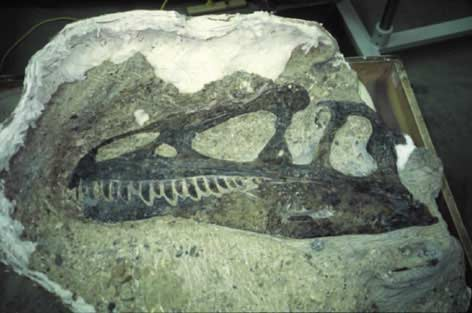
A Dinosaur National Monument (DINO 11541-es jelzésű) Allosaurusának részben kőbe ágyazódott koponyája

Tisztázatlan hogy az Allosaurusnak hány faja volt. 1988-ig hét érvényes fajt tartottak számon (az A. amplexus, az A. atrox, az A. europaeus, a típusfaj az A. fragilis, a hivatalosan le nem írt „A. jimmadseni”, az A. maximus és az A. tendagurensis), azonban rendszerint egyszerre csak egy töredéket tekintenek érvényesnek. Emellett legalább tíz bizonytalan vagy leíratlan faj létezik, melyet az évek során az Allosaurus nemhez társítottak, azon nemek mellett, amik a későbbiekben beolvadtak az Allosaurusba. A bazális tetanurán theropodákról szóló legújabb ismertető szerint csak az A. fragilis (az A. amplexust és az A. atroxot szinonimájaként véve), az „A. jimmadseni” (mint névtelen faj), és az A. tendagurensis az elfogadott és érvényes fajok, míg az A. europaeus egyelőre nem számít annak, az A. maximus pedig a Saurophaganax nemhez tartozik.
Az A. amplexus, az A. atrox, az A. fragilis, az „A. jimmadseni” és az A. maximus maradványait mind az Amerikai Egyesült Államokban levő Morrison-formációban, Colorado, Montana, Új-Mexikó, Oklahoma, Dél-Dakota, Utah és Wyoming államok területén elszórtan, a késő jura kor kimmeridge-i–tithon korszakához tartozó rétegekben találták meg. Az A. fragilis a leggyakoribb, legalább 60 példány alapján ismert faj. Az 1980-as évek óta viták folynak arról, hogy a Morrison-formációban talán két Allosaurus faj élt, melyek közül a második az A atrox lehetett; az újkeletű művekben azonban továbbra is az „egy faj” elképzelés jelenik meg, a Morrison-formációból előkerült leletek eltéréseit csak az egyedek közti különbségeknek tekintik. A Cleveland Lloyd dinoszaurusz-lelőhely példányai kisebbek és könnyebb felépítésűek, mint az a hatalmas és robusztus egyed, amely a Dry Mesa lelőhelyről került a Brigham Young Egyetem birtokába, de a különböző lelőhelyeken talált csontok alakján nem látható eltérés. Az A. europaeusra a Lourinhă-formáció részét képező Porto Novo-tagozat kimmeridge-i korszakhoz tartozó rétegeiben bukkantak rá, de feltételezhető, hogy a lelet egy A. fragilis. Az A. tendagurensis a tanzániai Mtwara régióban levő Tendaguru kimmeridge-i korszakához tartozó rétegeiből került elő. Habár a legújabb ismertetők átmenetileg érvényes fajnak fogadják el, elképzelhető, hogy a maradványok egy bazálisabb tetanuránhoz vagy egy nem meghatározható (nomen dubium – kétséges nevű) theropodához tartoznak. Annyi bizonyos, hogy nagy termetű, körülbelül 10 méter hosszú és nagyjából 2,5 tonna tömegű állat lehetett.
Az Allosaurust az Antrodemus, a Creosaurus, az Epanterias, valamint a Labrosaurus nem szinonimájának tekintik. A legtöbb, törmelékes maradványok alapján ismert fajt az A. fragilis szinonimájának tekintik vagy nem társítják ehhez a nemhez. Kivételt képez az 1884-ben Marsh által elnevezett Labrosaurus ferox, amit egy különös formájú állkapocs alapján azonosított, aminek a hegyénél a fogsoron egy feltűnő lyuk látható, és amelynek hátsó része nagy mértékben nyújtott és lefelé irányul. A későbbiekben a kutatók felvetették, hogy a csont kóros elváltozás folytán deformálódott, és az élő állat sérülését jelzi, a hátsó rész szokatlan formája pedig a gipsszel való rekonstrukció eredménye. Ezt a leletet jelenleg az A. fragilis példányának tekintik. A világ számos pontján találtak olyan fosszíliákat, amelyeket az Allosaurusénak tulajdonítanak, például Ausztráliában, Szibériában és Svájcban, de ezekről megállapították, hogy más dinoszauruszokhoz tartoznak.

## Ősökológia

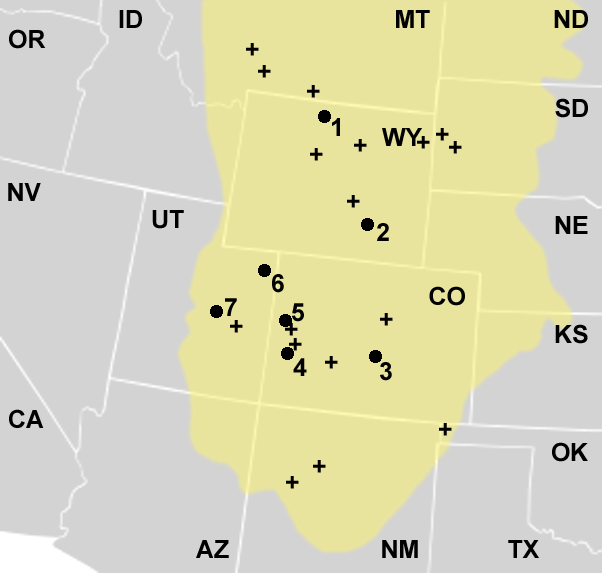
A Morrison-formáció Allosaurus-lelőhelyei (sárga színnel jelölve)

Az Allosaurus a leggyakoribb nagy testű theropoda volt a mai Egyesült Államok nyugati részén, mint ahogy arról a Morrison-formáció szikláiban megőrződött kövületek tanúskodnak (a theropodák 70–75%-át teszi ki,) és ezen a területen nyilván a tápláléklánc csúcsán állt. A Morrison-formáció félig száraz éghajlatú környezet lehetett, nedves és száraz évszakokkal, és egy lapos ártéri területtel. A növényzet az ártéri erdőktől, a tűlevelűekkel, páfrányfákkal és harasztokkal borított térségeken át a fákkal ritkán benőtt szavannás területekig meglehetősen változékony volt.
A Morrison-formáció gazdag terület a fosszíliavadászok számára, zöld algák, gombák, mohák, zsurlók, páfrányok, cikászok, ginkók és a tűlevelűek számos családjának maradványai találhatók itt. Az egyéb fosszíliák között előfordulnak kétkagylósok, csigák, sugarasúszójú halak, békák, szalamandrák, teknősök, sphenodonták, gyíkok, szárazföldi és vízi crocodylomorphák, a pterosaurusok különböző fajai, több dinoszauruszfaj, valamint olyan korai emlősök, mint a docodonták, a multituberculaták, a symmetrodonták és a triconodonták. A dinoszauruszok között előfordulnak theropodák, mint például a Ceratosaurus, az Ornitholestes és a Torvosaurus, sauropodák, mint például az Apatosaurus, a Brachiosaurus, a Camarasaurus és a Diplodocus, valamint madármedencéjűek, mint a Camptosaurus, a Dryosaurus és a Stegosaurus. Portugália késő jura kori formációi, melyek területén az Allosaurus is élt, hasonlítanak a Morrisonra, de erős óceáni hatás érezhető rajtuk. A két terület számos dinoszaurusza ugyanahhoz a nemhez (például Allosaurus, Ceratosaurus, Torvosaurus, és Apatosaurus) vagy hasonlóhoz (például Brachiosaurus, Lusotitan, Camptosaurus és Draconyx) tartozott.

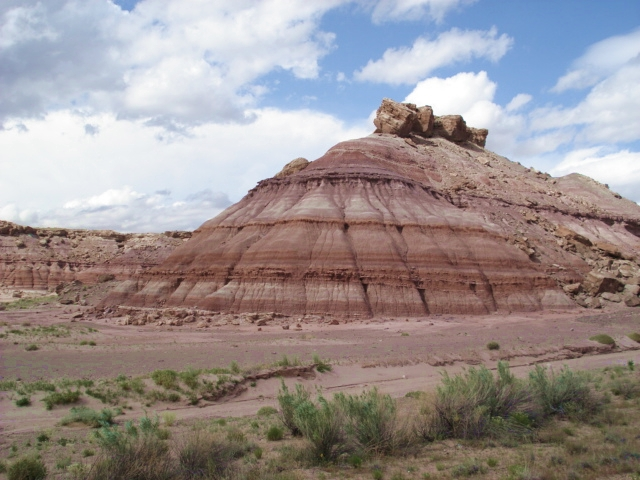
A Morrison-formációhoz tartozó Brushy Basin-tagozat a Green folyótól nyugatra, Utah államban, a Colorado-i fennsíkon

Az Allosaurus mellett mindkét területen olyan nagy testű theropodák éltek, mint a Ceratosaurus és a Torvosaurus. A fosszíliák lelőhelye és anatómiai vizsgálata alapján mindhárom különböző ökológiai fülkét töltött be. A ceratosaurusok és a torvosaurusok feltehetően a vízi utak mentén éltek, ahol vékonyabb testük előnyt jelenthetett az erdős és aljnövényzettel benőtt területeken, míg az Allosaurusok zömök teste és hosszú lábai gyorsabb mozgást, de kevésbé jó manőverező képességet biztosítottak, és úgy tűnik, inkább a kiszáradt ártéri területeket részesítették előnyben. A Torvosaurusnál jobban ismert Ceratosaurust magasabb és keskenyebb koponyája, valamint széles fogai teszik leginkább megkülönböztethetővé az Allosaurustól. Egy theropoda (Ceratosaurus vagy Torvosaurus) fognyomát viselő szeméremcsont lelet alapján az Allosaurus más húsevők zsákmányává is válhatott. A felsőtest alatt elhelyezkedő, és a lábak által védett csont, ami a csontváz egyik legerősebb része, jelzi hogy a példányból dögevők táplálkoztak.

## Ősbiológia

### Élettörténet
A különböző korú Allosaurus fosszíliák bősége lehetővé teszi a tudósok számára az állat növekedésének vizsgálatát, és lehetséges élettartamának megbecslését. A maradványok között előfordulnak korai életszakaszból származók, akár tojások is – például Coloradoból olyan összetört tojások kerültek elő, amiket az Allosaurusénak tulajdonítanak. A végtagok csontjainak szövettani elemzése alapján az Allosaurus élettartamának felső határa körülbelül 22–28 év lehetett, ami nagyjából megegyezik a többi nagy méretű theropoda, például a Tyrannosaurus maximális életkorával. Ezen elemzés alapján az is megállapítható, hogy az állatok körülbelül 15 évesen érték el a maximális méretüket, a testtömegüket évente mintegy 150 kilogrammal gyarapítva.
A más dinoszauruszoknál, például a Tyrannosaurusnál és a Tenontosaurusnál fellelhető medulláris csontszövet legalább egy, a Cleveland-Lloyd lelőhelyről előkerült Allosaurus példány sípcsontjában is megtalálható. Napjainkban ez a csontszövet csak a nőstény madaraknál fordul elő tojásköltés idején, ugyanis a tojáshéjakhoz szükséges kalcium termelésére szolgál. Jelenléte az Allosaurusnál utalhat a példány nemére és ivarérettségére. A növekedési vonalak alapján ez az állat 10 éves lehetett a pusztulása idején, ami azt jelzi, hogy már a nemi érettség állapotában volt, mielőtt elérte volna a maximális testméretét.
A csaknem teljes hátsó lábbal rendelkező kifejletlen példány felfedezése arra is bizonyítékul szolgál, hogy ezeknél az egyedeknél a lábak hossza aránylag nagyobb volt, és a láb alsó része (a lábszár és a talp) hosszabb volt a combnál. Ez a különbség arra utal, hogy a fiatalabb állatok gyorsabbak voltak, így más stratégiával vadásztak, mint a felnőttek; talán eleinte kisebb célpontokat szemeltek ki és vettek üldözőbe, majd felnőttként áttértek a nagyobb állatok lesből történő elejtésére. A combcsont idővel vastagabbá és szélesebbé vált, keresztmetszete eltért a korábbi kör alaktól, így az izomtapadási pontjai is eltolódtak, az izmok rövidebbé váltak és a láb növekedése lelassult. A változások révén a láb képessé vált arra, hogy elbírja a felnőtt állat tömegét, melyet főként előrefelé kellett mozgatnia.

### Táplálkozás

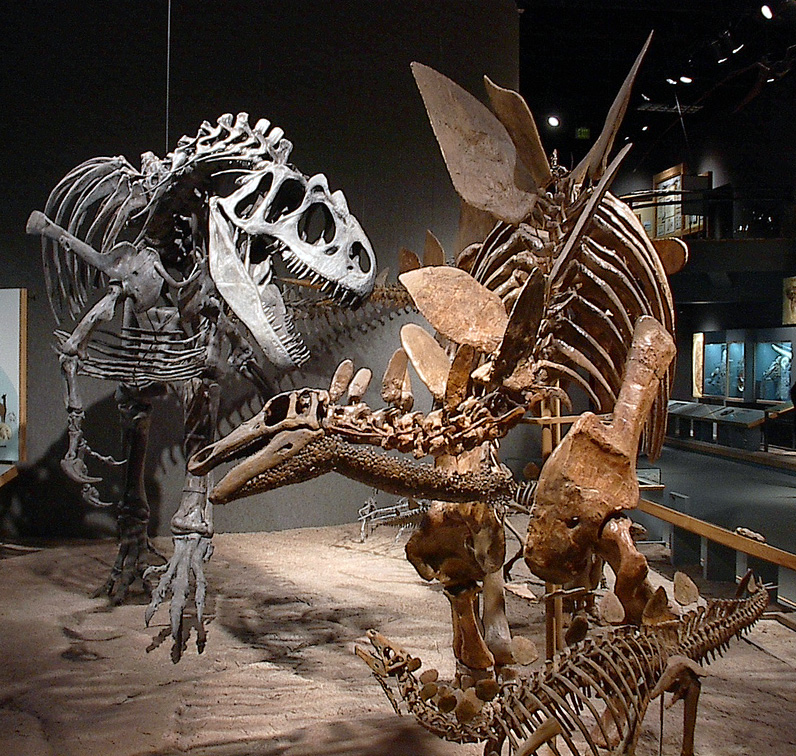
Az Allosaurus és egy Stegosaurus csontváza, a Denveri Tudomány és Természet Múzeuma (Denver Museum of Science and Nature) gyűjteményében

Az őslénykutatók az Allosaurust nagyméretű állatokra vadászó aktív ragadozónak tekintik. A sauropodák maradványain talált sérülések, melyekbe beleillenek az Allosaurus fogai és a sauropoda fosszíliák közelében talált elhullajtott fogak, azt jelzik, hogy ezek az állatok a célpontjai lehettek, akár élő zsákmányra vadászott, akár dögevőként keresett táplálékot. Egy Stegosaurus lelet drámai bizonyítékokkal szolgál egy támadására vonatkozóan, melyek között szerepel egy Allosaurus farokcsigolya egy részben begyógyult szúrás okozta sérüléssel, amibe beleillik a Stegosaurus faroktüskéje, valamint a Stegosaurus sérült nyaki lemeze, melynek U alakú bemetszésébe beleilleszthető az Allosaurus pofarésze. Gregory S. Paul 1988-ban kijelentette, hogy az Allosaurus egymagában valószínűleg nem vadászott kifejlett sauropodákra, legfeljebb csapatban volt képes ilyesmire a mérsékelt méretű koponyája, az aránylag kis fogai és a tömege miatt, ami messze elmaradt a kortárs sauropodákétól. Az is lehetséges, hogy a felnőttek helyett csupán a fiatal egyedekre vadászott. Az 1990-es és 2000-es évek kutatásai talán egyéb magyarázattal is szolgálhatnak erre a kérdésre. Robert T. Bakker összehasonlította az Allosaurust a kainozoikum kardfogú húsevő emlőseivel, és olyan hasonlóságokat talált közöttük, mint például az állkapocs izomzat csökkenése és a nyakizmok megerősödése, valamint a szokatlanul nagyra nyitható állcsontok. Az Allosaurusnak azonban nem voltak kardfogai, így Bakker szerint más támadási módot kellett alkalmaznia, hogy kihasználhassa a feje és nyaka adta lehetőségeket, például a felső állcsont mentén levő rövid fogak fűrészként hatolhattak bele az áldozat húsába. Ez a fajta állcsont lehetővé teszi hogy az állat lecsapjon egy nagyobb méretű zsákmányra azzal a céllal, hogy meggyengítse az áldozatot.

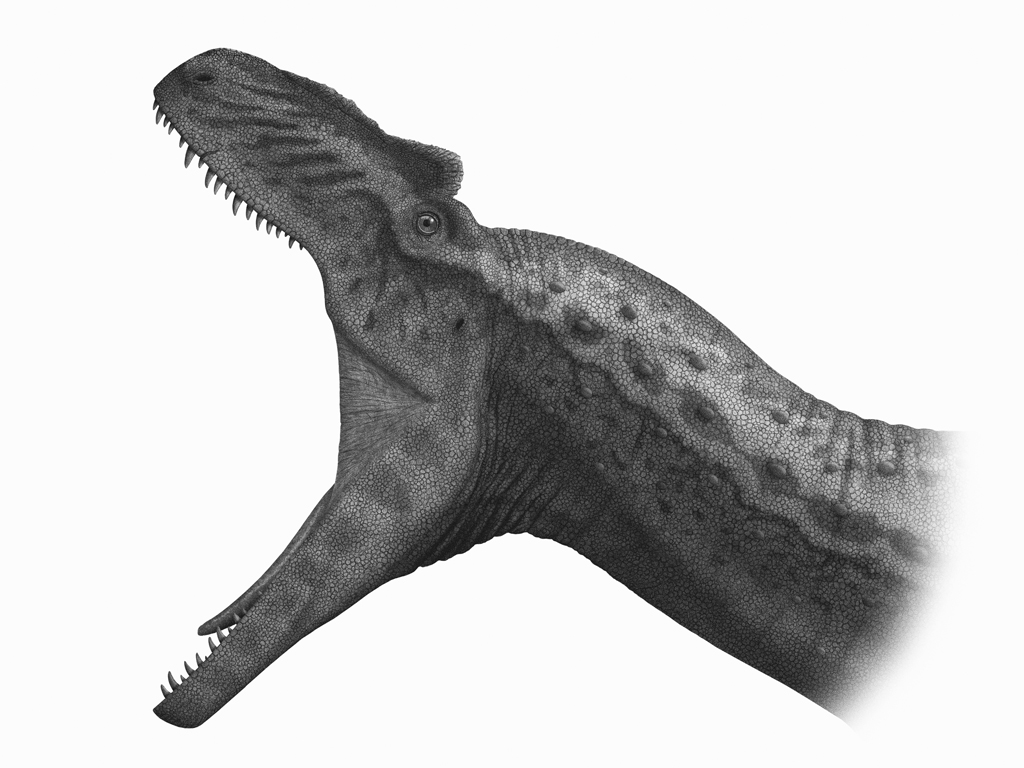
Az Allosaurus támadása Robert T. Bakker (1998), Emily J. Rayfield (2001) és más kutatók elképzelései alapján

Más, az Allosaurus koponyáját érintő kutatások a végeselem analízis használatával hasonló eredményekre jutottak. A biomechanikai elemzés szerint a koponya nagyon erős volt, de aránylag kis harapáserővel rendelkezett. Csupán az állkapocs izmok segítségével 805–8724 N erőt lehetett képes kifejteni, de a teljes koponya használatával már közel 55 500 newtont is elérhetett. Azok a szerzők, akik szerint az Allosaurus a koponyáját szekerceként használva, nyitott szájjal csapott le a prédájára, kihasítva és kitépve belőle a húst, úgy vélik, hogy nem zúzta össze a csontokat, ellentétben a Tyrannosaurusszal, amelyről azt feltételezik, hogy erre is képes volt. Emellett azt is valószínűsítik, hogy a koponya felépítése lehetővé tehette, hogy az egyes zsákmányállatokat egyedi stratégiával támadta meg; kis tömege miatt alkalmas volt a gyors ornithopodák elejtésére, de elég erős volt ahhoz is, hogy lecsapjon vele az olyan nagyobb méretű állatokra, mint a stegosauridák vagy a sauropodák. Egyes kutatók azonban vitatják ezt az elképzelést, arra hivatkozva, hogy nem találtak modern példát a szekerceként való koponyahasználatra, bár úgy vélik, hogy a testrész nyitott állapotában is elég erős volt ahhoz, hogy a vergődő préda által okozott igénybevételt elviselje. A többféle támadási stratégiát lehetővé tevő koponya mellett érvelő szerzők szerint, bár az Allosaurusnak nincs mai megfelelője, a fogsor jó illeszkedése lehetővé tette a szekerceként való lecsapást, emellett pedig az elrendezése segítette a szájpadlás védelmét és csökkentette a rá ható erőt. Egyéb lehetőségként az is felmerült, hogy a nagyobb állatokról az Allosaurushoz hasonló theropodák „legelték” a húst, azaz kiharaptak egy-egy darabot az élő állatokból, ami elegendő volt a fennmaradásukhoz, így nem volt szükségük arra, hogy megöljék a prédát. Ez a stratégia azt is lehetővé tenné, hogy a sérülésből felgyógyult áldozat a későbbiekben újra élelemforrásként szolgáljon. Egy állítás szerint az ornithopodák jóval könnyebben elérhető zsákmányállatok voltak, és az Allosaurusok talán a modern nagymacskákhoz hasonlóan végeztek velük; mellső lábaikkal megragadták, majd a légcső összezúzása érdekében többször torkon harapták az állatot. Ez összhangban áll az erős és a zsákmány megtartására képes mellső lábakra utaló bizonyítékokkal.
A táplálkozás szempontjából fontosak a szemek, valamint a mellső és hátsó végtagok is. Az Allosaurus koponyájának formája és szemeinek elhelyezkedése 20°-os szögre korlátozza a binokuláris látást, ami valamivel kisebb annál, ami a ma élő krokodiloknál mérhető. Ez elég lehetett ahhoz, hogy az Allosaurus a krokodilokhoz hasonlóan képes legyen megítélni a zsákmány távolságát és a támadás megfelelő pillanatát. Emellett pedig arra utal, hogy az állat a krokodilokhoz hasonlóan lesből támadt. A mellső lábak a többi theropodáéhoz hasonlítva, a zsákmány adott távolságból történő megragadására, illetve fogva tartására alkalmasak, a kampószerű karmok mindkét esetben segítséget nyújthattak. Az Allosaurus csúcssebességét 30–55 km/h-ra becsülik.

### Szociális viselkedés
Az Allosaurust a félig tudományos és szórakoztató irodalomban sokáig olyan állatként ismertették, amely csapatosan vadászott a sauropodákra és más nagy méretű dinoszauruszokra. Robert T. Bakker kiterjesztette a szociális viselkedést a szülői gondoskodásra vonatkozó elképzelésekkel, ugyanis az elhullajtott Allosaurus fogak és a nagy testű zsákmányállatok megrágott csontjai alapján úgy vélte, hogy a felnőtt egyedek élelmet hordtak a búvóhelyükre, hogy a kicsinyeiket táplálják, illetve hogy elrejtsék a húst a dögevők elől. Habár kevés bizonyíték létezik a theropodák csapatban való tevékenykedésére, az azonos fajba tartozó egyedek közötti szociális kölcsönhatás részben ellenséges lehetett, ami a hasi bordákon és a koponyákon levő sérülésekből látható (erre szolgálhat bizonyítékul a Labrosaurus ferox kórosan elváltozott állkapcsa is). Az efféle fejharapások talán a dominancia eldöntésének módszerei voltak a csapatban vadászó állatok között, vagy a területi viták rendezésében játszottak szerepet.
Az Allosaurus talán csapatban vadászott, de egy újkeletű kutatás szerint az Allosaurusra és más theropodákra inkább a meglehetősen agresszív viselkedés volt jellemző, mint a fajtársak közti együttműködés. A kérdéses tanulmány a csapatban való vadászattal kapcsolatban megemlíti, hogy a vadászat e formája, ami lehetővé tenné a ragadozó egyedeknél nagyobb méretű zsákmány elejtését, a theropoda dinoszauruszoknál nagyon ritka lehetett, ahogy az a gerincesekre és köztük a modern diapsida húsevőkre (a gyíkokra, a krokodilokra és a madarakra) is jellemző, melyek jellemzően territoriálisak, és megölik vagy akár kannibálként el is fogyasztják a betolakodó fajtársakat, illetve azokat a kisebb példányokat, amelyek egy esetleges közös zsákmányból előttük próbálnak enni. Ezen értelmezés szerint például a Cleveland-Lloyd lelőhelyen talált Allosaurus egyedek nem a csapatos vadászat miatt gyűltek össze, hanem azért, hogy egy másik sérült vagy elpusztult példányból táplálkozzanak, de némelyiket megölték eközben. Ez megmagyarázná a fiatal és kifejletlen egyedek magas elhullási arányát, ami hasonló ahhoz, ami napjainkban a krokodilok és komodói varánuszok táplálkozási helyein tapasztalható. Ez a fajta értelmezés Bakker búvóhelyekkel kapcsolatos elméleténél is használható. Az Allosaurusok kannibalizmusára létezik bizonyíték, például találtak elhullajtott fogakat az összetört bordák között, és feltételezett fognyomokat egy lapockacsonton, valamint csontok között heverő, elfogyasztott Allosaurus csontvázakat Bakker búvóhely lelőhelyein.

### Agy és érzékszervek
Az Allosaurus agya egy koponyaöntvény spirális CT letapogatása alapján jobban hasonlít a krokodilok agyához, mint más ma élő archosaurusokéhoz, például a madarakéhoz. Az előcsarnoki rendszer szerkezete azt jelzi, hogy a koponya nagyjából vízszintesen helyezkedett el, nem erősen előre- vagy hátrabillentett helyzetben. A belső fül szerkezete szintén a krokodiléra emlékeztet, és ebből következően az állat valószínűleg a mély frekvenciatartományban hallott a legjobban, a finom hangokat pedig nehezen kezelte. A nagy méretű szaglógumó jó szaglást biztosított, de a szagfelismerést végző terület aránylag kicsi volt.

## Popkulturális hatás

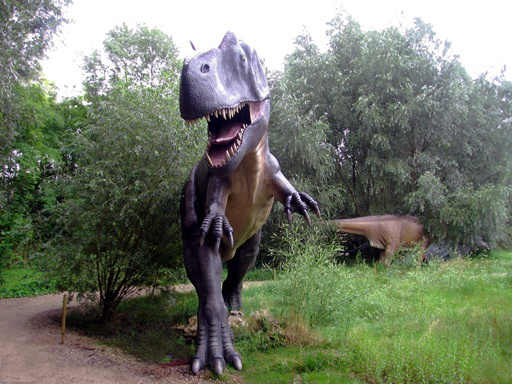
Allosaurus modell

A popkultúrában a Tyrannosaurus mellett az Allosaurus jelképezi az ideális nagy testű húsevő dinoszauruszt. Gyakran fordul elő a múzeumokban, főként a Cleveland-Lloyd dinoszaurusz lelőhelyen végzett ásatások óta; 1976-tól kezdődően három kontinens nyolc országának 38 múzeuma jutott innen Allosaurus maradványokhoz vagy róluk készült öntvényekhez.
1988-ban az egyesült államokbeli Utahban az Allosaurust az állam fosszíliájának nyilvánították.
Az Allosaurust a 20. század eleje óta sokszor ábrázolták a populáris kultúrában:
- Elsőként 1912-ben, Arthur Conan Doyle Az elveszett világ című regényében és a belőle 1925-ben készült némafilm adaptációban jelent meg, amely az első egész estés produkció, amiben dinoszauruszok láthatók (egyebek mellett a Tyrannosaurus is felbukkan).[93]
- Főszerepet kapott az 1956-os The Beast of Hollow Mountain (Az üreges hegy szörnye)  című filmben.[94]
- Az 1969-es A tiltott völgy (The Valley of Gwangi) című filmben szereplő állatot Ray Harryhausen ugyan a Tyranosaurusról mintázta, az mégis jobban hasonlít egy Allosaurusra (egy DVD interjúban elhangzottak alapján néha összetévesztette őket: „Mindkettő húsevő, mindkettő zsarnok… az egyik egy kicsit nagyobb, mint a másik.”).
- Emellett az Allosaurus megjelent az 1966-os Egymillió évvel időszámításunk előtt (One Million Years B.C.) című filmben,
- Edgar Rice Burroughs The Land That Time Forgot (A föld, melyet elfeledett az idő) című regényének 1975-ös filmadaptációjában.
- A BBC által készített dokumentumfilm-sorozat, a Dinoszauruszok, a Föld urai Nagy Al balladája című különkiadása mellett a sorozat második részében több, Diplodocusra vadászó példány is feltűnik, az ötödik részben pedig egy Leaellynasaurát elejtő kis méretű antarktiszi faj látható. E sorozat folytatásának (Szörnyek bolygója – Walking with Monsters) végén az Allosaurus megjelenése jelzi a dinoszauruszok uralmának kezdetét.
- A Discovery Channel Dinoszauruszok, az ősvilág urai (When Dinosaurs Roamed America, 2001) című dokumentumfilmje is bemutatja ezt az állatot.
- A History csatorna 2008-ban készült Őshüllők arénája (Jurassic Fight Club) dokumentumfilm sorozatban is felbukkan a Ceratosaurus ellenfeleként.
- A Dinosaucers című rajzfilmsorozat „Allo” nevű főhőse egy Allosaurus.
- Ez az állat több képregényben is szerepel, például az Age of Reptiles és a Kázmér és Huba című sorozatokban, de feltűnik az Irregular Webcomic! és a Questionable content című internetes képregényekben is.
- Ez a dinoszaurusz több számítógépes játékba is bekerült, találkozhatunk vele a Jurassic Park: Operation Genesis és a Dino Crisis 2 állatai között.

## Fordítás
- Ez a szócikk részben vagy egészben  az   Allosaurus című angol Wikipédia-szócikk ezen változatának fordításán alapul.  Az eredeti cikk szerkesztőit annak laptörténete sorolja fel. Ez a jelzés csupán a megfogalmazás eredetét és a szerzői jogokat jelzi, nem szolgál a cikkben szereplő információk forrásmegjelöléseként.

### Magyar nyelven
- Atlanti-óceánt átszelő dinoszauruszok?. [2006. május 29-i dátummal az eredetiből archiválva]. (Hozzáférés: 2021. augusztus 18.)
- Allosaurus (magyar nyelven). hanghatásokkal színesített oldal. setaadinoszauruszokkal.hu. [2010. október 5-i dátummal az eredetiből archiválva]. (Hozzáférés: 2011. május 19.)

### Angol nyelven
- Allosaurus, the story of "Big Al". [2007. február 14-i dátummal az eredetiből archiválva]. (Hozzáférés: 2009. március 26.)
- Specimens, discussion, and references pertaining to Allosaurus. [2012. december 20-i dátummal az eredetiből archiválva]. (Hozzáférés: 2009. március 26.)
- Allosaurus. (Hozzáférés: 2009. március 26.)
- Public Pioneer, Utah State Fossil, Allosaurus. [2016. március 3-i dátummal az eredetiből archiválva]. (Hozzáférés: 2009. március 26.)
- Restoration of MOR 693 ("Big Al"). [2007. szeptember 26-i dátummal az eredetiből archiválva]. (Hozzáférés: 2009. március 26.)
- muscle and organ restoration. [2007. október 7-i dátummal az eredetiből archiválva]. (Hozzáférés: 2009. március 26.)
- Allosaurus species. Dinosaur Mailing List, 1995. november 30. [2005. március 24-i dátummal az eredetiből archiválva]. (Hozzáférés: 2009. március 26.)